# UHF – Original Motion Picture Soundtrack and Other Stuff
UHF – Original Motion Picture Soundtrack and Other Stuff es la banda sonora de la película del mismo nombre y también el sexto álbum de estudio de "Weird Al" Yankovic, quien además escribió y protagonizó el filme. El álbum contiene canciones que aparecen en comerciales ficticios de la película, como Let Me Be Your Hog y Gandhi II, además de nuevas composiciones.

## Canciones
1. Money for Nothing/Beverly Hillbillies (Dinero para nada/Los Beverly Ricos)
2. Gandhi II (comercial)
3. Attack of the Radioactive Hamsters from a Planet Near Mars (Ataque de los hámsteres radioactivos de un planeta cercano a Marte)
4. Isle Thing (La cosa de la isla)
5. The Hot Rocks Polka (Polka del rock hot)
6. UHF
7. Let Me Be Your Hog (Déjame ser tu jabalí)
8. She Drives Like Crazy (Ella conduce como una loca)
9. Generic Blues (Blues genérico)
10. Spatula City (Ciudad Espátula, comercial)
11. Fun Zone (Zona de diversión)
12. Spam (Carne enlatada)
13. The Biggest Ball of Twine in Minnesota (El ovillo de hilo más grande en Minnesota)

## Créditos
- "Weird Al" Yankovic – voz, acordeón, teclado, coros, arreglos
- Jim West – banjo, guitarra, coros, música de fondo
- Rick Derringer – guitarra, coros, productor
- Steve Jay – bajo, coros
- Jon "Bermuda" Schwartz – batería, percusión